# Pease 1

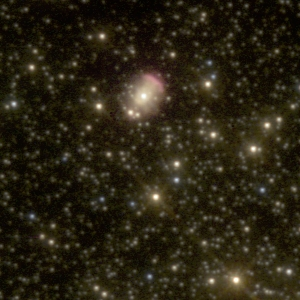
HST (WFPC2)

Pease 1 (Kustner 648). Nebulosa planetaria descubierta fotográficamente (1928) en el seno del cúmulo globular M15 por el astrónomo estadounidense Francis Pease; es una de las cuatro descubierta hasta la fecha (2006) en un cúmulo globular. Posición: A.R. 21h 29m 59.38s, Dec. +12° 10' 27.5" (2000.0). Otras denominaciones: NGC 7078 AC 10,  IRAS 21274+1156.
Catalogada como una estrella por el astrónomo alemán Friedrich Kustner (1921), telescópicamente aparece con un diámetro de solo 2"; se ha demostrado que está situada realmente en M15 ya que se desplaza a la misma velocidad radial que el cúmulo (se nos aproxima a -140.6 km/s, algo más de 506 100 km/h).
Telescópicamente aparece como una diminuta manchita borrosa apenas perceptible; es visible con cualquier telescopio a partir de los 150-200 mm de abertura: debido a que está formada por gases, es más perceptible si se utiliza un filtro nebular. Su magnitud en banda B (filtro azul) es igual a la 13.39ª, la magnitud es banda V (filtro verde) es 14.06ª; su índice de color B-V es igual a -0.67.
El Telescopio Espacial Hubble realizó (1998) un detallado estudio demostrando que las principales líneas de emisión están producidas por el oxígeno (O III), el hidrógeno (H Alfa) y el nitrógeno (N II). La estrella central, con una temperatura próxima a 40 000 K, eyectó la nebulosa hace unos 4 000 años.

## Fuente
Der kugelfoermige Sternhaufen Messier 15, 1921, Friedrich Kustner, Veröffentlichungen der Universitäts-Sternwarte zu Bonn, n.º 15, Bonn.
A planetary nebula in the globular cluster Messier 15, 1928,  F. G. Pease, Publications of the Astronomical Society of the Pacific, Vol. 40, n.º 237, p. 342.
Hubble Space Telescope Observations of the Planetary Nebula K648 in the Globular Cluster M15, 2000, Alves, David R., Bond, Howard E., Livio, Mario, The Astronomical Journal, Volume 120, Issue 4, pp. 2044-2053.